# Москва (энциклопедия, 1980)
Энциклопедия «Москва» 1980 года — однотомное универсальное справочное издание, вышедшее в издательстве «Советская энциклопедия» (Москва) в 1980 году. По возможности освещала все стороны жизни столицы СССР — города-героя Москвы. Была рассчитана на широкий круг читателей. В силу идеологических установок того времени основной объём информации был посвящён революционным событиям и советскому периоду в истории города.
Главным редактором издания был известный советский историк, академик АН СССР Алексей Леонтьевич Нарочницкий (1907—1989).
Благодаря обилию содержащейся в энциклопедии информации, издание не потеряло актуальности и в настоящее время, представляя большой интерес для историков и краеведов Москвы.
Аналогичное издание было осуществлено лишь через 17 лет — при подготовке к празднованию 850-летия со дня основания Москвы в 1997 году.

## Описание
Книгу открывают обзорные очерки, содержащие общие сведения о Москве, её природных условиях, населении, истории, об экономике, научных учреждениях, просвещении, здравоохранении, литературе, искусстве, архитектуре и др.
Вторая часть книги представляет собой систематизированный свод статей, расположенных в алфавитном порядке. С помощью перекрёстных ссылок статьи хорошо дополняют друг друга и дают читателю возможность быстро найти нужную справку. Всего этот раздел включает около 5 тысяч статей, из которых свыше тысячи — о лицах, чья жизнь и деятельность тесно связаны с Москвой, имена которых увековечены в названиях московских улиц и площадей, памятниках и мемориальных досках.

## Подготовка издания
Энциклопедия «Москва» была подготовлена большим коллективом издательства «Советская энциклопедия». Также в создании энциклопедии принимали участие работники различных научных, партийных организаций, архивов и библиотек, Музея истории и реконструкции Москвы и др.
Большую помощь оказали активисты Московского городского отделения Всероссийского общества охраны памятников истории и культуры (МГО ВООПИиК).
Издание было сдано в набор 9 февраля, а подписано в печать 28 декабря 1979 года.

## Редакционная коллегия
- П. А. Воронина
- Ю. Н. Жуков (зам. главного редактора)
- В. И. Канатов (ответственный секретарь)
- З. П. Коршунова
- М. И. Кузнецов
- В. Ф. Кухарский
- Г. В. Макаревич
- В. Н. Макеев
- А. Л. Нарочницкий (главный редактор)
- А. М. Синицын (зам. главного редактора)
- С. С. Хромов

## Авторы статей словарной части
- Александров, Юрий Николаевич
- Двинский, Эммануил Яковлевич
- Мячин, Иван Кириллович